# Dzifa Ativor
Dzifa Aku Ativor (sinh ngày 22 tháng 2 năm 1956 - Ngày 15 tháng 11 năm 2021) là một chính trị gia và nữ doanh nhân người Ghana. Bà là Bộ trưởng Bộ Giao thông vận tải ở Ghana cho đến khi từ chức vì hợp đồng tái thương hiệu xe buýt GHS 3.6m gây tranh cãi. Bà được Tổng thống John Mahama bổ nhiệm vào tháng 2 năm 2013 sau cuộc tổng tuyển cử ở Ghana vào tháng 12 năm 2012.

## Giáo dục
Dzifa Ativor theo học tại Trường tiểu học Tin Lành tại Abutia-Teti từ năm 1960 đến 1970. Giáo dục trung học của bà là tại Trường Trung học Kpedze và Trường Trung học Peki, cả ở Vùng Volta của Ghana giữa năm 1970 và 1975. Sau đó, được đào tạo tại Chính phủ Trường Thư ký đủ điều kiện là Thư ký Viết tốc ký vào năm 1981. Sau đó, bà đã nhận được Bằng Bạc Thư ký của Đại học Pitman, Vương quốc Anh. Bằng cấp sau đại học của bà là từ Đại học Thế kỷ Hoa Kỳ nơi bà có bằng Cử nhân. Quản trị năm 2007 và bằng thạc sĩ Quản lý nguồn nhân lực năm 2012.

## Việc làm
Dzifa Ativor làm việc với Ngân hàng Ghana từ năm 1976 đến 2003 với tư cách là thư ký nghiên cứu và sau đó là Trợ lý cá nhân cho ba Phó thống đốc kế tiếp. Bà cũng trở thành Trợ lý cá nhân cho người đứng đầu kho bạc phụ trách tất cả các công việc hành chính văn phòng nói chung trong cùng một ngân hàng. Bà Dzifa Attivor chuyển sang kinh doanh tư nhân. Bà cũng thành lập một tổ chức phi chính phủ có tên là Dedefund.

## Chính trị
Bà Ativor đã tham gia cuộc bầu cử sơ bộ bầu cử ở phía Tây năm 2008 nhưng đã thua cuộc. Tuy nhiên, bà được bổ nhiệm làm Thứ trưởng Bộ Giao thông vận tải bởi Tổng thống John Atta Mills từ năm 2009 đến tháng 1 năm 2012. Sau khi John Dramani Mahama trở thành Tổng thống, bà được bổ nhiệm làm Bộ trưởng Giao thông vận tải.

### Nhận xét dân tộc
Vào tháng 4 năm 2016, bà Ativor đã nhận được rất nhiều phản ứng dữ dội của công chúng về những bình luận dân tộc mà bà đã thông qua trong một sự kiện chính trị ở Vùng Volta. Đề cập đến hồ sơ của chính phủ NPP từ năm 2001 đến 2008, Dzifa Attivor lập luận rằng NPP chỉ nhắm mục tiêu vào các thành viên của nhóm dân tộc của mình để truy tố. "Khi NPP giành được quyền lực vào năm 2001, hầu hết các bộ trưởng là Ewes đã bị cầm tù, bao gồm Serlomey và Abodakpi và một loạt các bộ trưởng khác. Điều đó có nghĩa là không có cá nhân nào trong bộ lạc khác có lỗi trong việc thực thi nhiệm vụ của họ?" bà nói bằng ngôn ngữ mẹ đẻ của mình. Bà yêu cầu các thành viên cơ sở của NDC khuyến khích người thân của họ sống ở các thị trấn biên giới ở Togo trở về nhà và đăng ký trong cuộc tập trận đăng ký hạn chế sẽ bắt đầu vào cuối tháng đó.

## Đời sống xã hội
bà ấy là người theo đạo Thiên chúa và là thành viên của Giáo hội Trưởng lão Tin Lành, Ghana. Bà đã kết hôn với ba đứa con.